# 山根優一朗
山根 優一朗（やまね ゆういちろう、本名：山根優一、1933年 - 1986年12月9日）は脚本家。鳥取県出身。別表記:山根優一郎。

## 来歴・人物
- 1963年に俳優の石井トミコと結婚

## 作品
- 「千葉周作 剣道まっしぐら」（1970年 - 1971年・松竹／TBS）
- 「おれは男だ!」（1971年・松竹／日本テレビ放送網）
- 「あしたに駈けろ!」（1972年・松竹／フジテレビジョン）
- 「日本沈没」（1974年・TBS）
- 「なぞの転校生」（1975年・NHK）
- 「少年ドラマシリーズ」（1975年 - 1978年・NHK）
- 「あばれはっちゃく」（1979年 - 1985年・テレビ朝日）
- 「サンキュー先生」（1980年・テレビ朝日）
- 「中学生日記」（NHK）